# Mercedes-Benz Tourino
Mercedes-Benz Tourino (O510) — туристический автобус среднего класса производства Mercedes-Benz Türk.

## Особенности
Автобус Mercedes-Benz Tourino близок по габаритам к Mercedes-Benz Sprinter Travel, кузова, взятые от моделей Travego и Tourismo, произведены португальским производителем CaetanoBus. Вместимость составляет 26—34 места для сидения. Дополнительно автобус оборудован кухней и туалетом сзади. Объём багажника составляет 4930 м3. Шасси взято от испанского производителя EvoBus. За всю историю производства автобус комплектуется дизельным двигателем внутреннего сгорания OM926LA.